# Gran Chaco
El Gran Chaco (quítxua: chaku, 'terra de cacera') és una regió càlida semiàrida de la terra baixa situada en la conca del río de la Plata repartida entre Bolívia, Paraguai, nord de l'Argentina i un tros de Brasil (parts del Mato Grosso i Mato Grosso do Sul), on es connecta amb la regió del Pantanal. De vegades s'anomena Plana del Chaco. Al Gran Chaco, hi viuen nou milions de persones i la zona resta relativament subdesenvolupada. El Gran Chaco va ser un territori disputat des de 1810. Hi va haver la Guerra del Chaco.

## Geografia

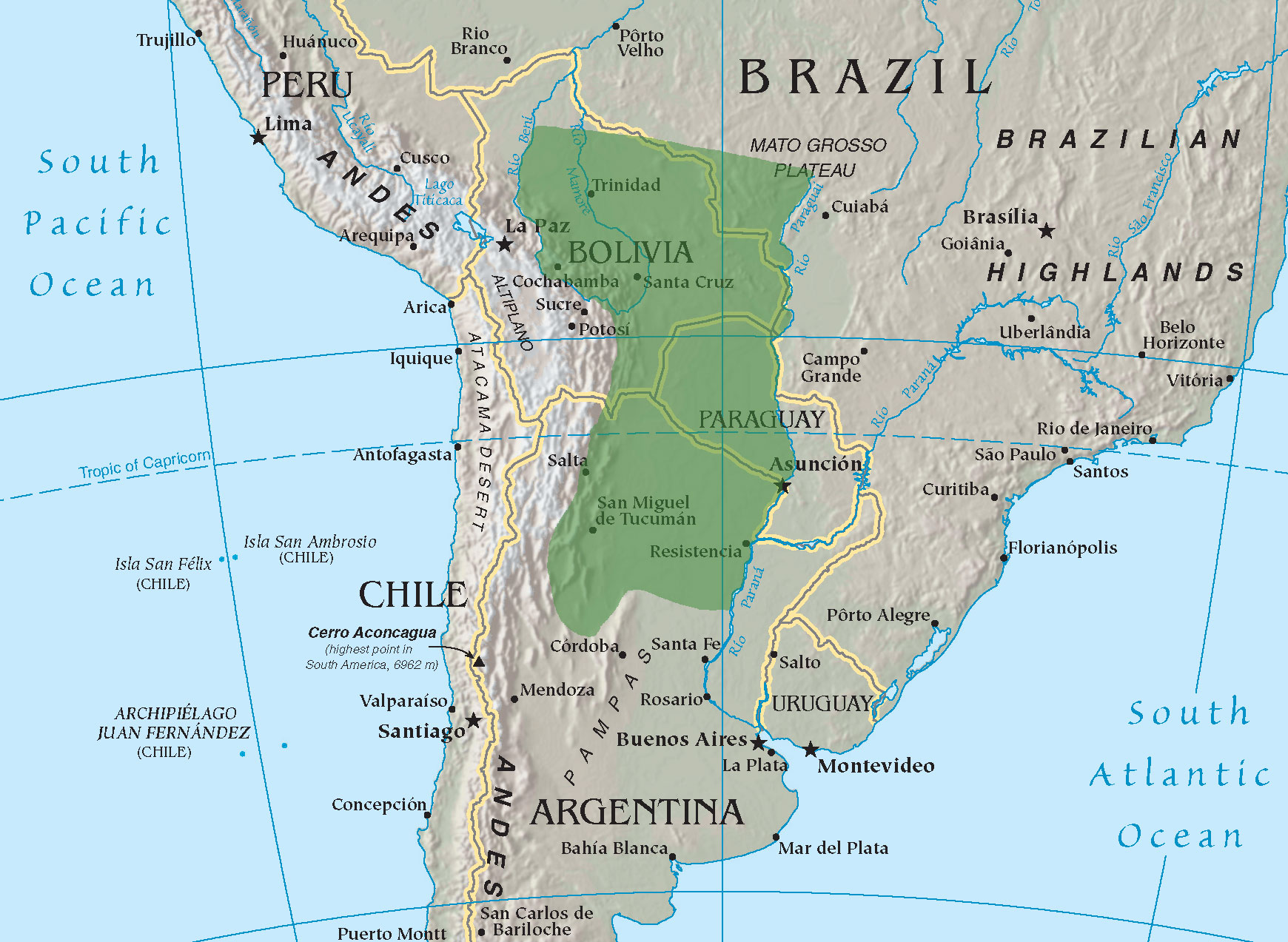
Fronteres aproximades del Gran Chaco

. 

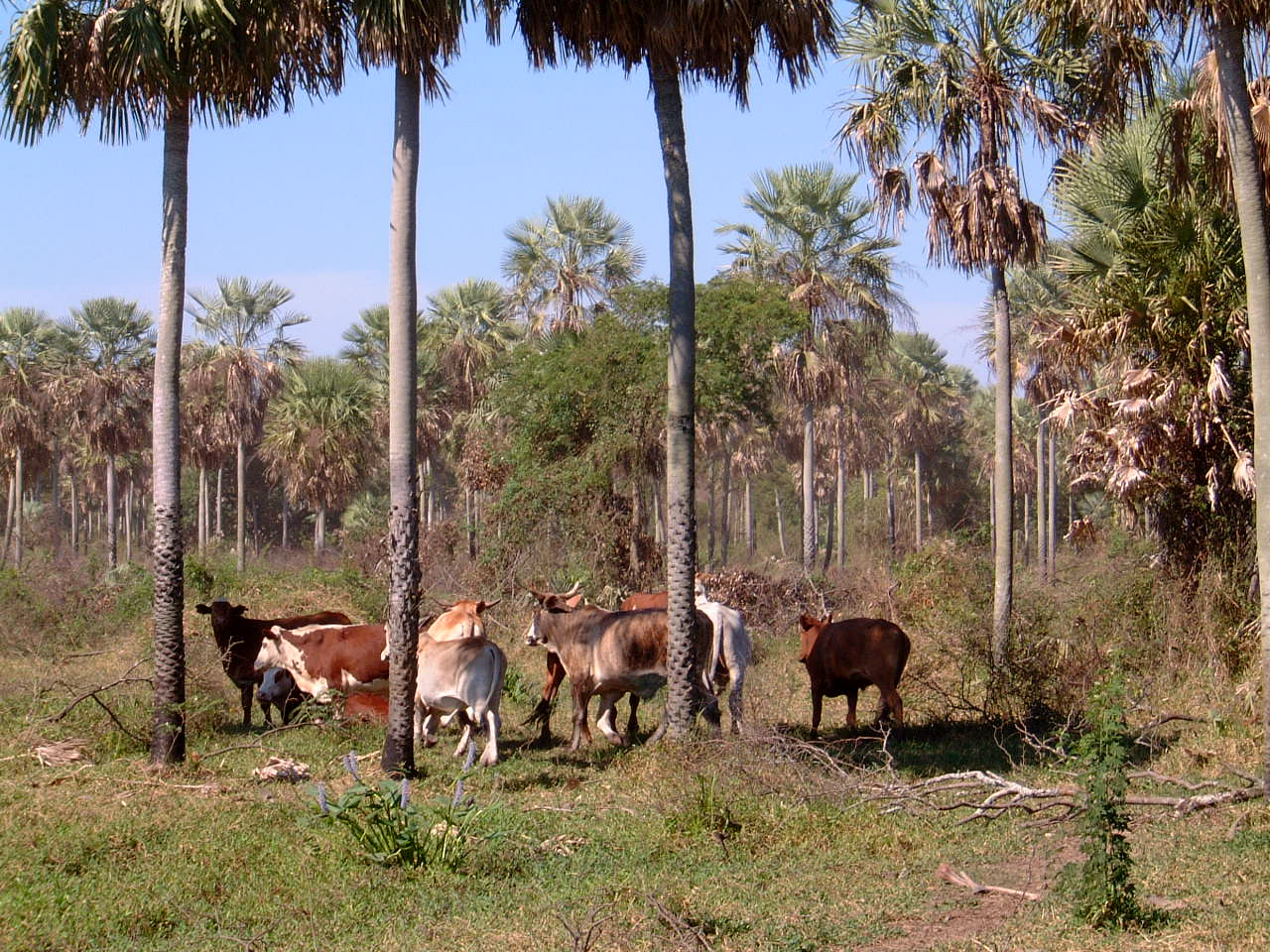
Baix Chaco, amb ramaderia extensiva

El Gran Chaco fa uns 647.500 km². Està a l'oest del riu Paraguai i a l'est dels Andes, principalment és una plana sedimentària al·luvial. Es troba entre les latituds 17° a 33° sud i a les longituds 65° i 60° oest aproximadament. Està poc densament poblat.
Històricament està dividit en tres parts principals: el Chaco austral o Chaco del sud, al sud del riu Bermejo i dins Argentina enllaçant amb la Pampa cap al sud; el Chaco central entre el riu Bermejo i el riu Pilcomayo també a l'Argentina i el Chaco boreal o Chaco del nord, fins al Pantanal brasiler, dins Paraguai i compartit amb Bolívia.
Per a l'agricultura, el Chaco ofereix sòls altament fèrtils, però les pluges anuals són de 600–1300 mm, amb una estació seca de sis mesos amb aqüífers salats.

## Flora i fauna

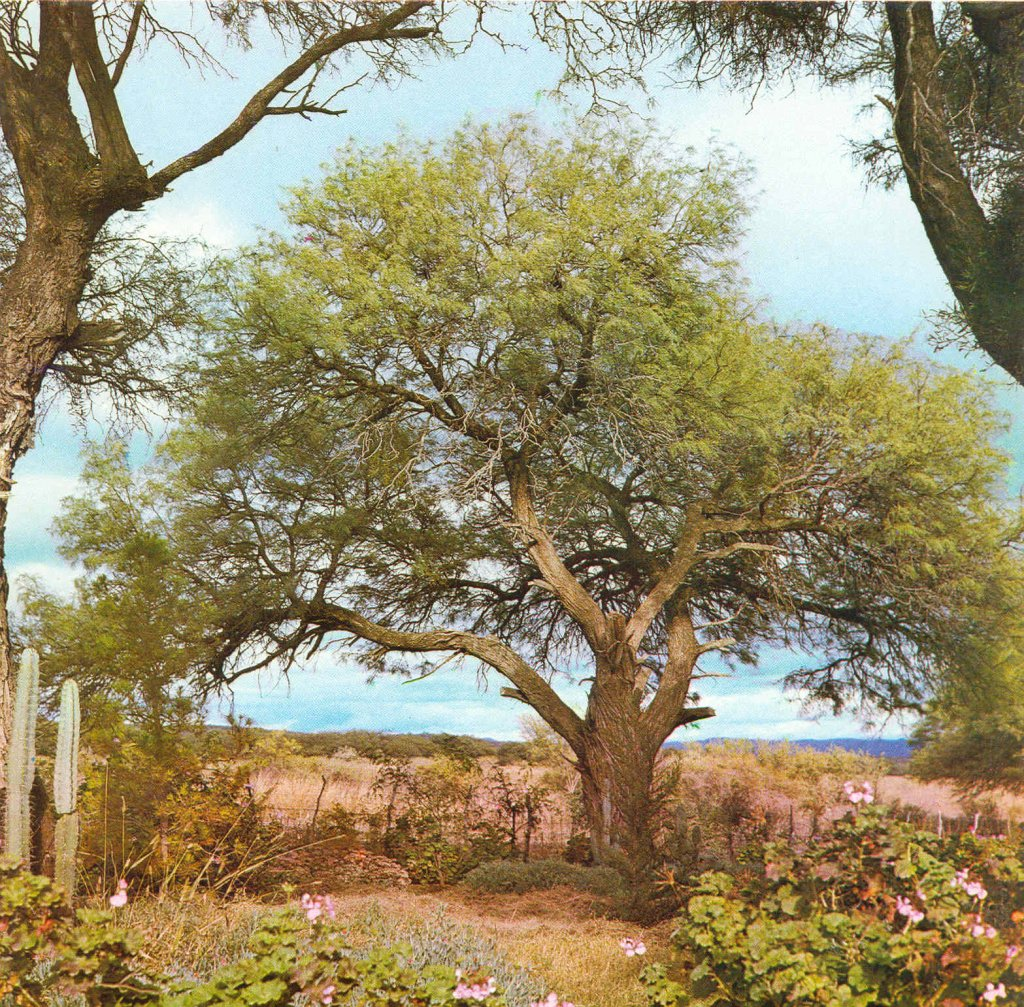
Un arbre de Prosopis (garrofera), comú a la zona

El Catagonus wagneri, o tauga, és un gran mamífer endèmic conegut per la ciència només des de la dècada de 1970. Al Chaco, hi ha el centre de diversitat dels armadillos. El guanac ha disminuït molt en temps històrics.

## Pobles indígenes del Gran Chaco
- Abipón - extints
- Ayoreo
- Chamacoco
- Chané
- Chiquitano
- Chiripá
- Chorote
- Enxet
- Enlhet
- Guana
- Ava Guaraní
- Simba Guaraní
- Guarayo
- Kaiwá
- Maká
- Maskoy
- Mbyá
- Mocoví
- Nivaclé
- Pai Tavytera
- Pilagá
- Pucú
- Sanapaná
- Tapieté
- Toba
- Wichí
- Yuqui